# Horacio Garcia Pastori
Horacio Adolfo Francisco García Pastori (Montevideo, 4 de octubre de 1931-24 de agosto de 2015) fue un regatista uruguayo, que compitió en la clase Dragon en los Juegos Olímpicos de Roma 1960.
En 1954 ganó el campeonato nacional universitario de los Estados Unidos con el Instituto de Tecnología de Massachusetts.
Como dirigente deportivo fue comodoro de la SCIRA en 1994 y comodoro del Yacht Club Punta del Este durante 17 años, desde 1996 hasta 2013.